# 馬爾沙尼鄉
44°01′N 24°01′E / 44.017°N 24.017°E
馬爾沙尼鄉（羅馬尼亞語：Comuna Mârșani, Dolj），是羅馬尼亞的鄉份，位於該國西南部，由多爾日縣負責管轄，處於布加勒斯特以西170公里，每年平均降雨量882毫米，海拔高度113米，2007年人口4,938。